# Ґавіняньце
Ґавіняньце (пол. Gawiniańce) — село в Польщі, у гміні Сейни Сейненського повіту Підляського воєводства.
Населення — 70 осіб (2011).
У 1975-1998 роках село належало до Сувальського воєводства.

## Демографія
Демографічна структура станом на 31 березня 2011 року:
|          | Загалом | Допрацездатний вік | Працездатний вік | Постпрацездатний вік |
| -------- | ------- | ------------------ | ---------------- | -------------------- |
| Чоловіки | 40      | 6                  | 25               | 9                    |
| Жінки    | 30      | 3                  | 15               | 12                   |
| Разом    | 70      | 9                  | 40               | 21                   |